# Mesochorus apantelis
Mesochorus apantelis là một loài tò vò trong họ Ichneumonidae.